# Keshab Chandra Sen
Keshab Chandra Sen (Bengalisch: কেশব চন্দ্র সেন, Keśab Candra Sen; * 19. November 1838; † 8. Januar 1884) war ein bengalischer Sozialreformer und Religionsstifter des ausgehenden 19. Jahrhunderts.

## Lebensweg

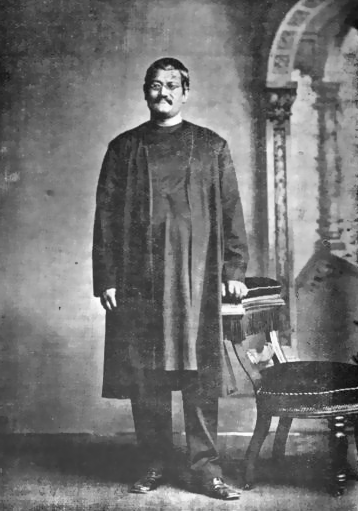
Keshab Chandra Sen (Bild veröffentlicht 1906)

Keshab Chandra Sen stammte aus Hause der Sena-Rajas. Sein Großvater Ram Kamal Sen († 1844) war Diwan der Münzanstalt von Kalkutta und Secretary der Asiatic Society of Bengal. Sein Vater Piari Mohan Sen starb 1848, als der Junge 10 Jahre alt war. Er besuchte in Calcutta das Hindu-, das Metropolitan- und das Presidency College (heute University of Calcutta).
Als Jugendlicher hatte er viel Umgang mit christlichen Missionaren. 1857 trat er der von Rammohan Roy gegründeten Brahmo Samaj bei. Von 1859 bis 1861 war er Angestellter der Bank of Bengal. Die Stellung gab er auf, um fürderhin als Brahmo-Missionar zu wirken. Von Debendranath Tagore wurde er 1862 zum Priester geweiht, auf einer Missionsreise etablierte er im selben Jahr in Bombay und Madras Ableger der Religionsgemeinschaft.
Keshab Chandra Sen gehörte zu den progressiven Vertretern des Brahmo Samaj. Im Jahre 1860/61 veröffentlichte er die „Tracts for the Times“. Dabei handelt es sich um 13 Veröffentlichungen, die monatlich erfolgten. Im ersten Tract forderte er die Reformation der Gesellschaft, auch durch die Religion, die er als dringend notwendig ansah. In den folgenden Jahren kam es zwischen Tagore und ihm hinsichtlich der Fragen der Brahmanenschnur, Wiederverheiratung von Witwen und anderer hinduistischer Traditionen immer wieder zu Konflikten, weshalb er 1866 die Organisation verließ. Zudem lehnte er Tagores hinduistisch hegemonialen Diskurs konsequent ab.
Der Auslöser für seinen Austritt aus der Brahmo Samaj war eine, für die damalige Zeit, besondere Hochzeit: kastenübergreifend, einerseits und die Wiederverheiratung einer Witwe, andererseits. Nach dieser Hochzeit wurden Keshab Chandra Sen und andere progressiver Vertreter ihrer Ämter,  innerhalb des Brahmo Samaj, enthoben.

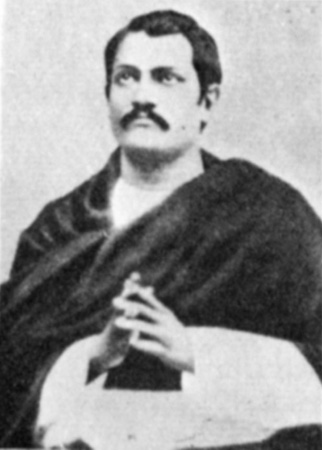
Ein entgeistigter Keshab Chandra Sen

Keshab Chandra Sen begründete daraufhin am 11. November seine eigene Brahmo Samaj of India, im Gegensatz zur Adi ("alten") Tagores. In diese Zeit fällt sein Werk Great Men, worin er darlegt, dass es außer Jesus Christus noch andere herausragende Menschen gab. Nach der Eröffnung seines Brahmo Mandir (Brahmo-Tempels) am 22. August 1869, begab er sich auf eine Missionsreise durch Bombay und den Nordwesten Indiens.
Bei einem Treffen mit dem Vizekönig Lord Lawrence in Shimla 1869 erreichte er, dass ein Gesetz entworfen wurde, welches die nach Brahmo-Ritus geschlossenen Ehen anerkannte. Dies wurde als Brahmo Marriage Act 1872 verabschiedet. Auch forderte er den Aufbau eines allgemeinen Schulwesens. Von März bis September des Jahres bereiste er England und Schottland, wo er über siebzigmal öffentlich sprach.
Nach seiner Rückkehr gründete er die India Reform Association. Mit dieser verfolgte Keshab Chandra Sen den Ausbau einer stabilen Gesellschaft mit einer breiten Mittelschicht. Hierzu gab es in der India Reform Association mehrere Abteilungen, die sich mit dem Thema Bildung und Ausbildung befassten und in der indischen Gesellschaft einen Ausbildungsapparat aufbaute.  1872 folgte die Eröffnung des Bharat Ashram. In den Jahren 1875 bis 1878 verbesserten sich die Beziehungen zur Brahmo Samaj wieder.
Hinzu kommt, dass er maßgeblich daran beteiligt war, dass der damals noch unbekanntere Ramakrishna durch ihn deutlich an Popularität erlangte, da er ihn häufig in seiner Zeitschrift Indian Mirror erwähnte. Die beiden verband eine innige Freundschaft und beide hatten einen enormen Einfluss aufeinander. Zu seinen damaligen Anhängern zählte auch Vivekananda, der Begründer des gegenwärtigen Hinduismusdiskurses. Somit sollte Keshab Chandra Sen auch als Wegbereiter Vivekanandas gesehen werden. Durch seine Beziehungen zu Bhaktivinoda ist auch sein Einfluss auf einige vischnuistische Strömungen nicht zu leugnen. Dementsprechend können sehr viele hinduistische Strömungen nicht ohne Sen gedacht werden.
Seine Popularität sank, als er im März 1878 seine Tochter Suniti Devi mit dem jungen Maharaja von Cooch Behar Nripendra Narayan verheiratete, da beide noch nicht das gesetzlich festgesetzte Mindestalter erreicht hatten. In Folge kam es zu einem Schisma und es entstand am 15. Mai die Sadharan Brahmo Samaj.
Sen verfiel daraufhin in Depressionen, die bis zu seinem Lebensende anhielten. Im Januar verkündete er Nava Vidhana – sein Ideal von der Harmonie aller Religionen. Mit diesem Konzept verabschiedete er sich endgültig von jeglichen Brahmo Samaj Diskursen.